# Susana Mondschein
Susana Mondschein (Santiago) es una académica e ingeniera civil industrial chilena especializada en investigación de operaciones, modelos estocásticos, gestión de salud pública, epidemiología y Yield Management and Pricing.Es profesora titular de la Universidad de Chile y directora del Departamento de Ingeniería Civil Industrial de la Facultad de Ciencias Físicas y Matemáticas.Fue destacada como una de las 100 mujeres líderes de Chile en 2024.

## Biografía
Cursó sus estudios superiores en la Universidad de Chile, titulándose de ingeniera civil industrial. Posteriormente, realizó un  doctorado en Investigación de Operaciones en el Instituto de Tecnología de Massachusetts (MIT).

## Carrera Académica
Ha desempeñado diversos roles en instituciones académicas de Chile. Comenzó su carrera como profesora asistente en la Facultad de Ciencias Físicas y Matemáticas de la Universidad de Chile, luego fue profesora asociada en la misma institución entre 1998 y 2007, retomando el cargo en 2020. También trabajó como profesora asociada en la Universidad Adolfo Ibáñez (2011-2020).De manera paralela, fue lecturer en la Yale School of Management.

## Carrera Profesional
La académica fue miembro del grupo de Investigación Operativa para Países en Desarrollo de IFORS (1998-2002) y directora del Centro de Manufactura y Servicios (CEMS) en el Departamento de Ingeniería Industrial de la Universidad de Chile. Además, lideró el área de Ingeniería Industrial como directora en la Universidad Adolfo Ibáñez (2015-2019).
Desde 2021, preside el Instituto Chileno de Investigación Operativa (ICHIO).

### Investigación
A lo largo de su carrera, se ha desempeñado en la investigación en salud, abordando diversas problemáticas como la desigualdad en el acceso a la salud en Chile.Además, ha innovado dentro de esta misma área con una plataforma digital que permite visualizar la actividad de distintos centros de salud del país.

## Distinciones y Premios
En 2021, la académica fue destacada con el Premio Laboratorios Saval por su investigación Impacto en la sobrevida del cáncer colorrectal: ¿Es Chile un país desigual?.
En 2024 fue reconocida dentro de las 100 mujeres líderes de Chile en la 23ª edición del Premio otorgado por El Mercurio, integrando la categoría "Profesionales, académicas e investigadoras." 
También ha recibido reconocimientos por parte de la Universidad de Chile, institución que le otorgó el Premio Docencia Destacada del Departamento de Ingeniería Industria en 2023, además de la medalla de Medalla de Profesora Titular en 2024.

## Publicaciones
Esta es una lista de los trabajos destacados de la investigadora; para revisar más información, revise el perfil de la investigadora en Google Scholar.
- Mondschein, Susana; Estay, Camila; Subiare, Felipe; Yankovic, Natalia; Von Mühlenbrock, Christian; Berger, Zoltan (2022). «Colorectal cancer trends in Chile: an observational study». The Lacet Oncology 23: S33.
- Mondschein, Susana; Azar, Macarena; Carrasco, Rodrigo (2022). «Dealing with uncertain surgery times in operating room scheduling». European Journal of Operational Research 299 (1): 377-394.
- Mondschein, Susana; Foncea, Patricio; Olivares, Marcelo (2022). «Replacing quarantine of COVID-19 contacts with periodic testing is also effective in mitigating the risk of transmission». Scientific Reports 12 (1): 3620.
- Mondschein, Susana; Olivares, Marcelo; Ordóñez, Fernando; Schwartz, Daniel; Weintraub, Adrés; Ignacio, Torres; Aguayo, Cristian; Canessa, Gianpiero (2022). «Service design to balance waiting time and infection risk: An application for elections during the COVID-19 pandemic». Service Science 12 (2): 90-109.
- Mondschein, Susana; Garmendia, María; Montiel, Braulio; Kusanovic, Juan (2020). «Trends and predictors of gestational diabetes mellitus in Chile». International Journal of Gynecology & Obstetrics 148 (2): 210-218.
- Mondschein, Susana; Garmendia, ML; Montiel, B; Kusanovic, Juan. «Trends and predictors of birth weight in Chilean children». Public Health 193: 61-68.